# باول مانتا
باول مانتا (بالرومانية: Paul Manta)‏ هو لاعب كرة قدم روماني في مركز حراسة المرمى، ولد في 2 يونيو 1943 في بوخارست في رومانيا. لعب مع ستيودينتيسك بوخارست ويونيفرسيتاتيا كرايوفا.